# (3218) Delphine
(3218) Delphine (6611 P-L) est un astéroïde de la ceinture principale découvert le 24 septembre 1960 par Cornelis Johannes van Houten, Ingrid van Houten-Groeneveld et Tom Gehrels à l'observatoire Palomar.